# Nijefurd
Nijefurd (Nijefurd en neerlandès) és un antic municipi de la província de Frísia, al nord dels Països Baixos. L'1 de gener de 2009 tenia 10.926 habitants repartits per una superfície de 289,17 km² (dels quals 192,49 km² corresponen a aigua).
El 2011, es va fusionar amb Bolsward, Wymbritseradiel, Sneek i Wûnseradiel per formar Súdwest-Fryslân.

## Administració
El consistori de 2007, estava dirigit per J.W. Boekhoven. El consistori municipal constava de 15 membres, compost per:
- Crida Demòcrata Cristiana, (CDA) 5 escons
- Partit del Treball, (PvdA) 3 escons
- Partit Nacional Frisó, (FNP) 2 escons
- GroenLinks, 2 escons
- Partit Popular per la Llibertat i la Democràcia, (VVD) 2 escons
- ChristenUnie, 1 escó